# Кугутяк, Николай Васильевич
Николай Василевич Кугутяк (род. 27 октября 1952, с. Назавизов, Ивано-Франковская область) — украинский историк, директор Института истории и политологии Прикарпатского национального университета имени Василия Стефаника, доктор исторических наук (1996), профессор (1994) Почетный краевед Украины (2011).

## Биография
Родился 27 октября 1952 г. в с. Назавизов Надворнянского района Ивано-Франковской области.
В 1981 г. окончил Ивано-Франковский педагогический институт, по специальности преподаватель истории. С 1984 г. работает на историческом факультете Ивано-Франковского пединститута: ассистент кафедры истории СССР и УССР, в 1990 г. присвоено ученое звание доцента. Защитил диссертацию 28 июня 1985 г. по теме «Положение и революционно-освободительная борьба сельскохозяйственных рабочих Западной Украины в 1929—1939 гг.». Научный руководитель Сливка Юрий Юрьевич
Докторская диссертация «Национально-политическое движение в Галиции в 1890—1939 годах». защитил 6 февраля 1996 г. в Институте политических и этнонациональных исследований НАН Украины по специальности «Этнология», в 1996 г. присвоено ученое звание профессора.
Глава Ивано-Франковской областной организации Конгресса украинской интеллигенции (КУИн), редактор научного и культурно-просветительского журнала «Галичина».
С марта 1998 г. — кандидат в народные депутаты Украины. На время выборов: заведующий кафедрой новой и новейшей истории университета Прикарпатья.
Владеет польским языком. Увлечения: нумизматика.

## Научная деятельность
Автор около 40 научных работ, в том числе: "Галичина: страницы истории. Очерк общественно-политического движения (XIX в.-1939) (1993), Голодомор 1933 и Западная Украина (1994)
Научная школа по исторической этнологии под руководством профессора М. В. Кугутяка занимается исследованием этнокультурных процессов в Карпатском регионе с древнейших времен до наших дней. Научная этнологически-археологическая экспедиция «Карпаты-Днестр» под руководством профессора М.В. с редкими в мировой практике образцами каменной монументальной скульптуры эпохи неолита и бронзы.
Обследованы объекты и проведены археологические разведки на территории горных районов Ивано-Франковской области (Косовский, Верховинский, Надворнянский, Рожнятовский, Долинский, Богородчанский районы и г. Яремча).
Профессор М. В. Кугутяк является основателем нового направления в украинской исторической науке — археопетрологии, науки, исследующей древние мегалитические памятники. По результатам научно-изыскательской работы представителями школы по исторической этнологии опубликована 1 монография (Кугутяк М. В. Скальные святилища сокольских вершин. — Ивано-Франковск, 2008. — 127 с.) и 15 статей.

## Награды
1. Заслуженный деятель науки и техники Украины 2007 г.[2]
2. Почётный краевед Украины[2]
3. Орден «За заслуги» III степени 2017 г.[2]
4. Медаль Галичу 1125 лет[3]
5. Медаль 100 лет ЗУНР[2]
6. Медаль 20 лет Независимости Украины[2]

## Личная жизнь
Мать Анна Дмитриевна, отец Василий Мартынович Жена Ксения Кугутяк учитель истории в школе №10, познакомились когда учились на факультете Истории Прикарпатского университета, две дочери Уляна и Тетяна 